# 灰蠍魚
灰蠍魚（學名：Scorpis aequipinnis）為輻鰭魚綱日鱸目蠍魚科蠍魚屬的其中一種，傳統上歸類於鱸形目舵魚科。
本魚分布於澳洲南部及塔斯馬尼亞島海域，體長可達40公分，棲息在外海深水礁岩區，以浮游性甲殼類為食。